# Vườn quốc gia Pinnacles
Vườn quốc gia Pinnacles là một vườn quốc gia tại Hoa Kỳ, bảo vệ một khu vực miền núi nằm về phía đông của thung lũng Salinas ở Trung California, khoảng 5 dặm (8,0 km) về phía đông của Soledad và 80 dặm (130 km) về phía đông nam của San Jose. Tên của vườn quốc gia này là phần bị xói mòn còn lại của nửa phía tây của một ngọn núi lửa đã tắt mà đã di chuyển 200 dặm (320 km) từ vị trí ban đầu của nó trên Đứt gãy San Andreas, được nhúng trong một phần dải bờ biển Thái Bình Dương của California. Pinnacles được Cục Công viên Quốc gia Hoa Kỳ quản lý và phần lớn công viên được bảo vệ như là một khu hoang dã.

## Notes and references
1. ↑  "Listing of acreage as of December 31, 2012". Land Resource Division, National Park Service.
2. ↑  Bản mẫu:NPS visitation

## Sách tham khảo
- Oberg, Reta R. (1979), Administrative History of Pinnacles National Monument, National Park Service